# (3360) Siringa
(3360) Siringa es un asteroide que forma parte de los asteroides Apolo y fue descubierto por Eleanor Francis Helin y R. Scott Dunbar el 4 de noviembre de 1981 desde el observatorio del Monte Palomar, Estados Unidos.

## Designación y nombre
Siringa recibió inicialmente la designación de 1981 VA.
Más adelante, en 2006, se nombró por Siringa, un personaje del poema sinfónico Pan and Syrinx del compositor danés Carl Nielsen (1865-1931).

## Características orbitales
Siringa orbita a una distancia media del Sol de 2,468 ua, pudiendo alejarse hasta 4,308 ua y acercarse hasta 0,6279 ua. Tiene una excentricidad de 0,7456 y una inclinación orbital de 21,18 grados. Emplea en completar una órbita alrededor del Sol 1416 días.
Siringa es un asteroide cercano a la Tierra.

## Características físicas
La magnitud absoluta de Siringa es 15,9. Tiene un diámetro de 1,8 km y se estima su albedo en 0,17.